# Porta Trigemina

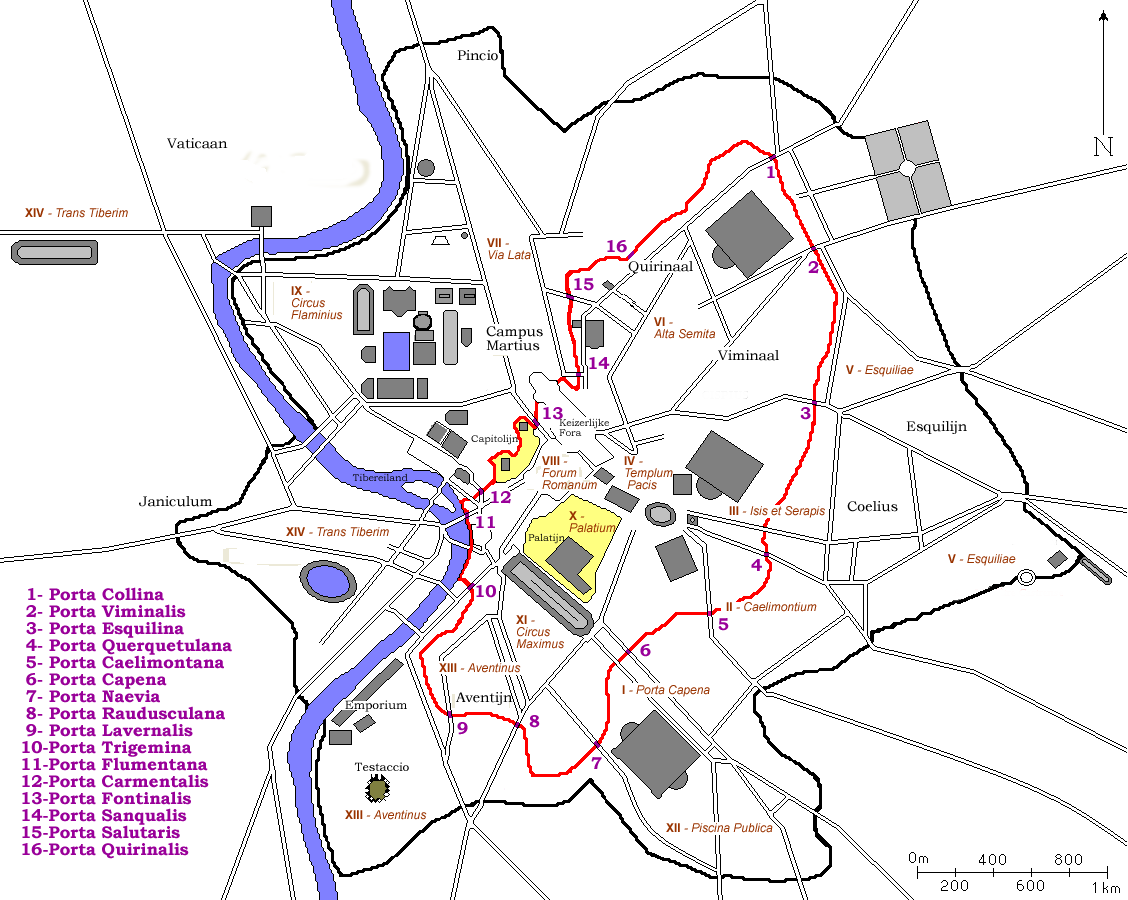
De Servische Muur en zijn stadspoorten

De Porta Trigemina was een van de hoofdpoorten in de Servische Muur uit de vierde eeuw v.Chr. in Rome.
De poort bestaat niet meer, maar wordt veelvuldig genoemd door auteurs uit de antieke oudheid. De poort stond waarschijnlijk aan het Forum Boarium tussen de noordelijke zijde van de Aventijn en de Tiber. Bij deze poort begon de Via Ostiensis, die naar de zeehaven Ostia liep.

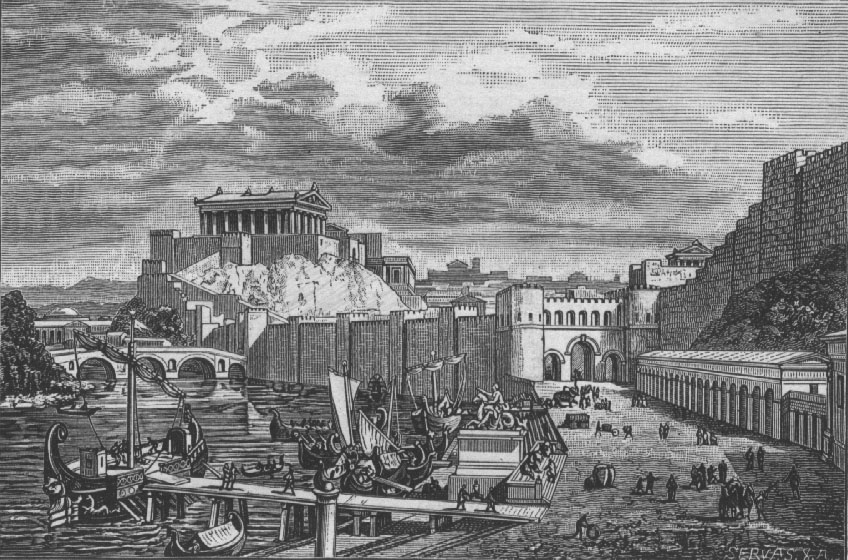
Tekening van Rome met de Porta Trigemina

De naam van de poort refereert waarschijnlijk aan de drie doorgangen die de poort had. Zo'n grote poort was nodig vanwege het drukke verkeer dat dagelijks over de Via Ostiensis de stad in kwam. De Porta Trigemina staat ook bekend om de grote schare bedelaars die net buiten de ingang bivakkeerden.